# 민재기 (1886년)
민재기(閔載祺, 일본식 이름: 芝山祺시바야마 요시, 1886년 3월~1948년 3월 31일)는 일제강점기의 충청남도 지역 유지로 조선총독부 중추원 참의도 지냈다.
충청남도 천안군 출신으로 본관은 여흥이다. 대한제국 말기에 잠시 관리로 일했으며, 한일 병합 조약 체결 후에는 천안군 군참사로 조선총독부의 지방행정에 자문역을 맡기도 했다.
1918년에 천안읍에서 미곡상 백제상사주식회사를 설립하여 운영하기 시작하였고, 1930년에 이 회사를 해산하고 고향인 천안군 직산면에서 농업에 종사하였다. 충청남도 도회의원, 천안군농회 평의원, 직산소방조두 등 지역 유지들이 맡는 직함을 두루 갖고 천안읍과 직산면의 유력자로 활동했다.
최린이 주도한 시중회에 평의원으로 참가한 경력이 있으며, 일제 강점기 말기에는 조선임전보국단에도 가담하였다. 이러한 공로를 인정받아 태평양 전쟁 종전 직전인 1944년에 중추원 참의로 발탁되었다. 이후 1948년 3월 31일 숨졌다.
2002년 발표된 친일파 708인 명단의 중추원 부문과 2008년 공개된 민족문제연구소의 친일인명사전 수록예정자 명단의 중추원과 친일단체 부문에 포함되었다. 2009년 친일반민족행위진상규명위원회가 발표한 친일반민족행위 705인 명단에도 포함되었다.
직산에 위치한 가옥은 대제학을 지낸 민재기의 증조부 민승세가 1820년대에 낙향하여 지은 목조 기와집으로, 1987년에 충청남도 지정 문화재 자료 290호로 지정되었다.

## 같이 보기
- 조선총독부 중추원
- 시중회